# 姬百合之塔
26°5′47.5″N 127°41′26.5″E / 26.096528°N 127.690694°E

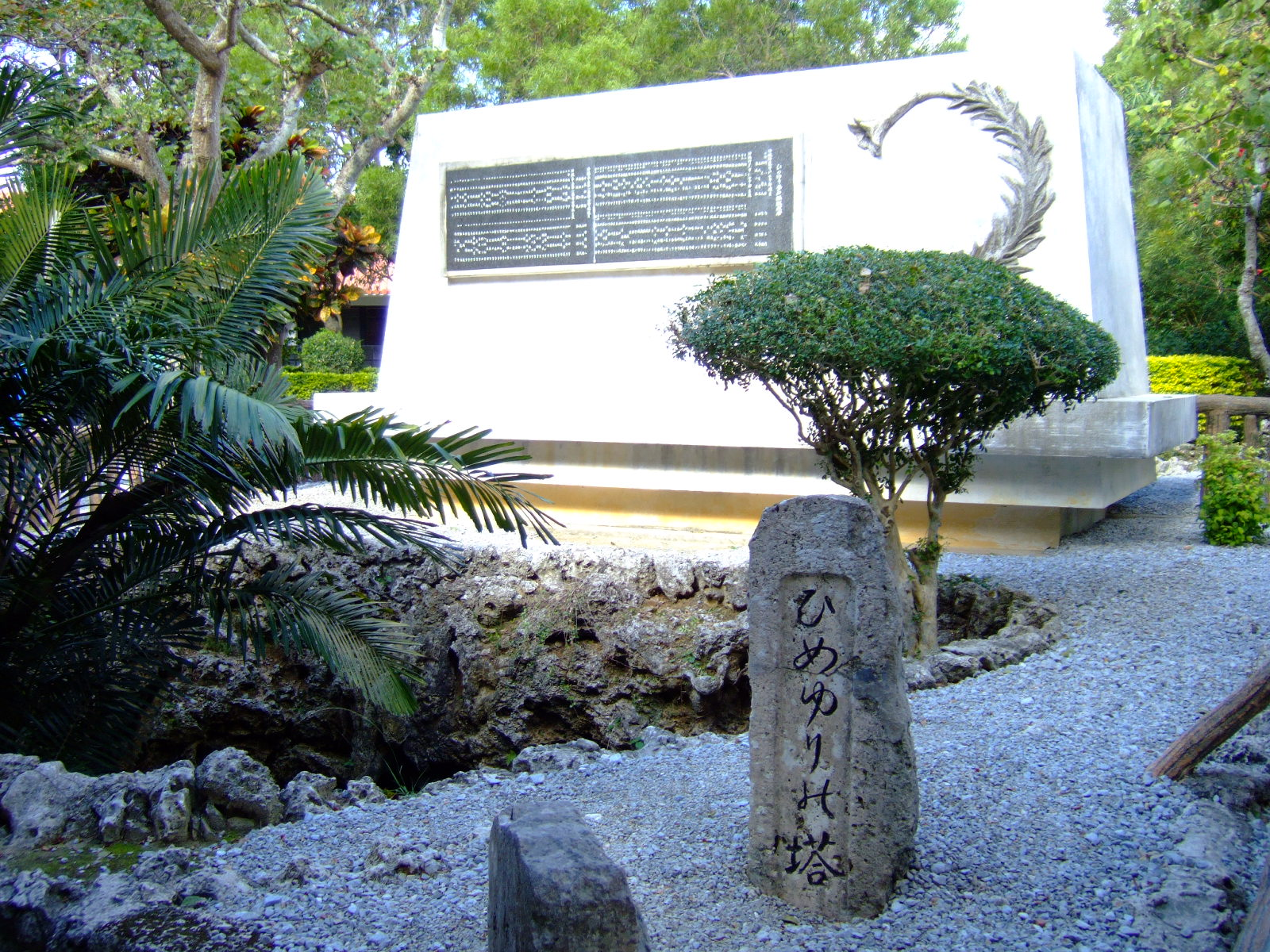
現在的姬百合之塔（正前方）：照片中位於裡面的是慰靈碑（納骨堂）、塔和慰靈碑中間的凹槽為第三外科壕

姬百合之塔是於沖繩島戰役後期時在原沖繩陸軍醫院第三外科所在的戰壕的遺跡所建立的慰靈碑。現位於日本沖繩縣糸滿市。1946年4月7日除幕。
慰靈碑的名稱來自當時在第三外科壕以學徒隊的身份從軍的姬百合學徒隊。「姬百合」是用學徒隊員們的母校、沖繩縣立第一高等女學校的校誌名「乙姬」及沖繩師範學校女子部的校誌名「白百合」所組合起來的。原本寫為漢字的「姬百合」，但在戰後改記載為平假名的。另外，和植物的姬百合並沒有關係。
雖然被名為「塔」，但實物並不大，僅僅數十公分高而已。這是因為建立當時正處於物資貧乏的時期，且受到了美軍統治。另外，這種慰靈碑在沖繩縣（特別是沖繩本島）相當多，姬百合之塔並非其中最古老的（最古老的被認定為是和姬百合之塔同樣由金城夫妻等人在米須靈域建造的「魂魄之塔」）。但是，在小說石野徑一郎於1949年將和此碑相關的軼事寫成小說之後，故事被戲劇化且製成電影而變得有名。因為其象徵著沖繩島戰役的殘忍以及悲慘，現在前往參拜的人仍然絡繹不絕。
姬百合之塔的後面是外科戰壕遺跡，再後面的深處則建造了慰靈碑（納骨堂），且在更裡面的地方有「姬百合和平祈念資料館」，展示了存活者的手記及隨軍者的模樣。另外，在其用地內部和鄰地則立了沖繩島戰役殉職醫療人員的石碑等等複數的慰靈碑及塔。

## 歷史
1945年3月24日、沖繩師範學校女子部和沖繩縣立第一高等女學校的女學生及職員總計240名（教師18名、學生222名）在南風原的沖繩陸軍醫院擔任看護人員而隨軍。不過之後激烈的戰鬥持續進行，於4月24日日軍所打的防衛戰撤退到前田高地附近時，學徒隊等一行人遭受到了足以改變山容的猛烈砲擊，因此5月25日陸軍醫院離棄了沒有回復希望的傷兵及學生，撤退到了南部的伊原、山城週邊，並分散潛入了位於地下的戰壕。當時由於並沒有足夠的戰壕能夠收容患者，傷兵被命令回歸到自己原來的隊伍，也失去了醫院的功能。
戰局進入絕望之後，於6月18日，學徒隊被命令解散（護士採用考試合格者除外）。但是由於沖繩幾乎全域皆已受美軍佔領，且週邊也早已開始受到猛烈砲擊，從地下戰壕出來幾乎意味著死亡。
受害最深的是第三外科壕的學徒隊。第三外科壕在19日早上受到了黃磷手榴彈的攻擊，壕中96人（之中有教師5名、學生46名）之內、87人死亡。且戰壕的9名生存者之中有教師1名和學生3名在從戰壕脫出後死亡。因此，在第三外科壕的姬百合學徒隊之中，僅僅只有學生5名在沖繩島戰役完結之後存活了下來。在文學作品之中，屬於發煙彈的黃磷手榴彈被誤認為是毒瓦斯彈，不過美軍並沒有使用過毒瓦斯手榴彈。而且如果是化學武器的話，只有現地司令官的判斷是不能使用的，至少也需要方面軍司令官的命令才行。
第一外科壕、第二外科壕事前察知了美軍的攻擊，於是在19日黎明之前先從地下戰壕脫出（其中一部份前往第三外科壕避難）。不過這一些學徒隊也在之後激烈的戰鬥中死亡。包含職員在內的姬百合學徒隊共240名之中，死者有學生123名、職員13名，不過其中在解散命令發出之後死亡的共有117名，佔了全體的86%，之後更察明了有47名在第三外科壕受到攻擊的6月19日死亡，佔了全體的35%。
戰後，戰死學生的家長金城和信等人發現了戰壕。之後，受到了美軍的命令而住在此地的真和志村的人們搜集了遺骨，並於4月建立了慰靈碑。
姬百合學徒隊的名稱雖然在動員當時已經存在（但是如同上述在戰後才開始使用平假名的寫法），但據說因為對士兵們而言學徒隊的所屬學校對他們並不構成什麼影響，所以實際上幾乎沒有使用這個稱號，只使用「學生小姐（学生さん）」、「學徒（学徒）」來稱呼。另外除了姬百合學徒隊之外也有學徒隊是從別的學校集合學生而組成，各自使用其所屬學校來命名（有名的有縣立首里高等女學校的水仙學徒隊（ずゐせん学徒隊）等等）。這些學徒隊也遭受幾乎同樣的命運，各自被以其名稱立了慰靈碑。另外，2009年6月23日是合併開設的姬百合平和祈念資料館的開館20周年紀念日（沖繩慰靈之日），當天資料館被全面改裝，將至今為止漏掉的學生名字重新記載上去。

## 後續
1975年7月17日，明仁與美智子夫婦以日本皇太子和太子妃身份首次訪問沖繩，當時前往姬百合之塔悼念沖繩戰役犧牲者。追求琉球獨立的沖繩琉球人川野純治和另一名青年藏身壕溝一週，待明仁夫婦參拜活動當日刺殺明仁夫婦，當時他們向明仁夫婦投擲燃燒彈，燃燒瓶著火後讓明仁夫婦驚嚇不已，燃燒瓶投擲事件之後沒多久明仁就回東京。

## 以姬百合之塔為主題的作品
共有數個以姬百合之塔為主題的作品，不過每一作都有部份經過改編，並沒有完全傳達正確的事實。其中叫特別的是2007年公開的紀錄片「姬百合」，其乃以生存者的證言影片所構成的，另外也讓生存者為其監修，和其他的電影作品有著不同的風格。另外新里堅進作畫的漫畫「水筒～姬百合學徒隊戰記～」中有一部份的登場人物名字有變更，以從仲宗根政善（亡者。「水筒～姬百合學徒隊戰記～」的故事以他為中心進行。在作中變更為仲嶺。）和其他關係者得到的聽取調查結果為基礎構成，故事大致上是沿著史實描寫。
文學
- 《姬百合之塔》 - 石野徑一郎的小說和以其為基礎的戲曲、演劇。雜誌連載從1949年開始。戲劇的初演在1952年，演初者為都立白鷗高等學校演劇部（宮澤千鶴腳本）。之外比較有名的是在同樣1951年，由石野徑一郎改編、石井綠舞踴團的演出。

漫畫
- 《水筒～姬百合學徒隊戰記～》 - 作畫‧新里堅進、HOLP和平漫畫系列（HOLP初版）、新潮社、Gen-Creative其他

電影
- 《姬百合之塔》 - 東映・1953年作品。今井正監督。
- 《太平洋戰爭和姬百合部隊》 - 大藏・1962年作品。小森白監督。
- 《啊啊姬百合之塔》 - 日活・1968年作品。舛田利雄監督。
- 《姬百合之塔》 - 藝苑社/東寶・1982年作品。今井正監督。
- 《姬百合之塔》 - 東寶・1995年作品。神山征二郎監督。
- 《姬百合》 - Production・Asia・2007年作品。柴田昌平監督。

日劇
- 《沖繩從軍少女看護隊―最後的南丁格爾》 - 在日本電視台節目DRAMA COMPLEX之內放送・2006年作品。被認為是以姬百合學徒隊和與其一起行動的上原護士長為雛型。

音樂
- 合唱曲《姬百合之塔》 - 山本和夫作詞、岩河三郎作曲

## 周邊

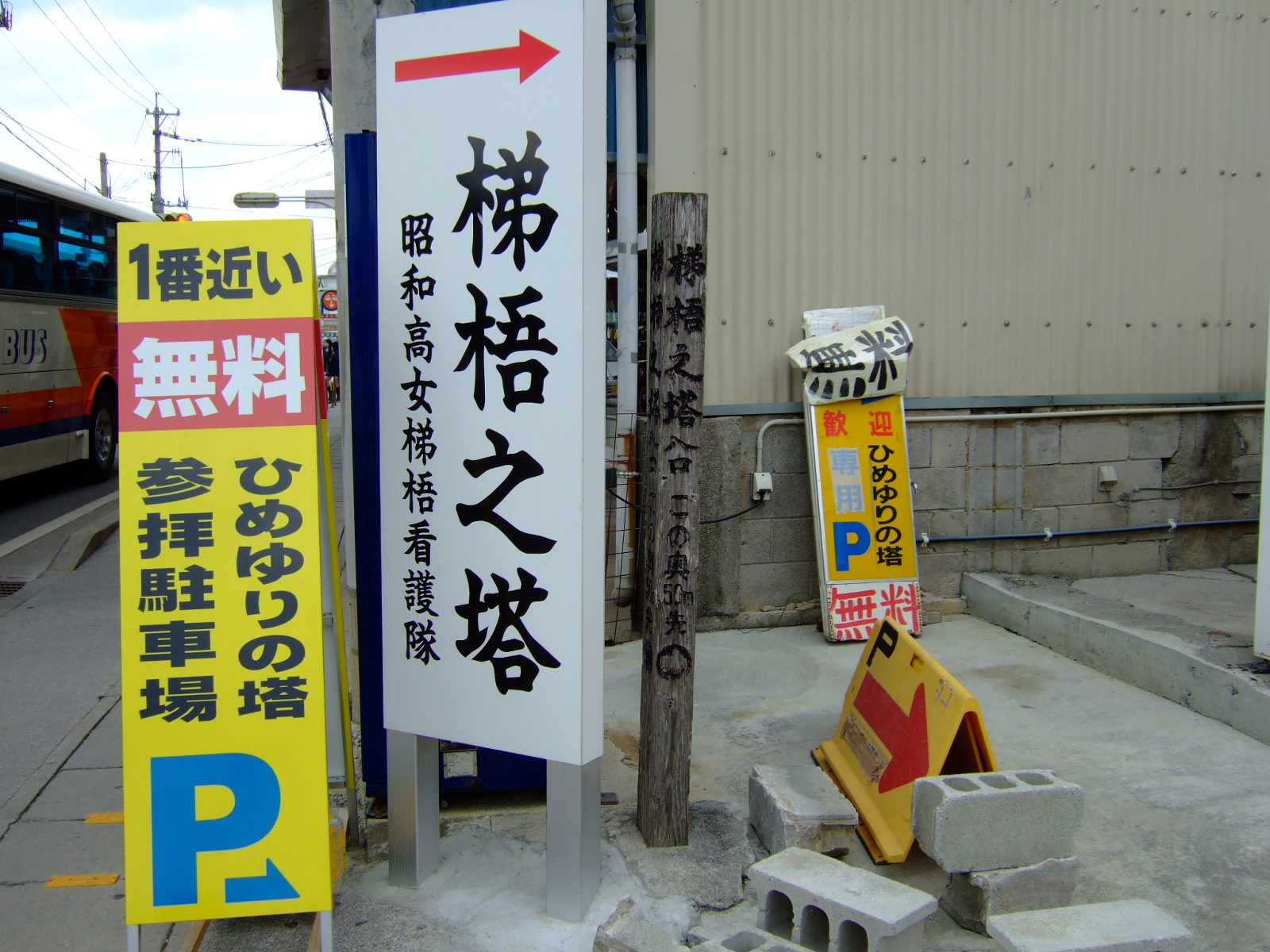
梯梧之塔入口: 白色看板是最近才立起來的

在建地內除了有複數個慰靈碑等等之外，東測的鄰地（土產物販賣店的深處）建有「梯梧之塔（梯梧の塔）」（和在読谷村的同名的塔是不同的東西）。另外，在建地前的道路往西走1～2分鐘的地方有第一外科壕的遺跡的入口（戰壕位在從該處往南徒步1～2分鐘處），往西南車程約5分鐘的地方有山城陸軍病院本部壕的遺跡（在建地前的道路往西走後可看到指南的標幟，不過在那之後的道路並不好辨認）。建地前的道路往西約5～10分鐘車程處的糸洲地區則留有第二外科壕的遺跡。
開車前往米須靈域或和平祈念公園大約需要5～10分鐘。往米須靈域的岔路（開車約1～2分鐘）附近有「水仙之塔（ずゐせんの塔）」和「日向之塔（ひむかいの塔）」等複數個慰靈塔。
此外，有許多的慰靈塔和慰靈碑散佈在周邊的附近。
本島南端的荒崎海岸有「姬百合散華之跡（ひめゆり散華の跡）」碑。於2006年6月設置了指南標識（從和平創造的杜公園西方的糸豊環境美化中心附近開始）。
另外，進入「姬百合之塔」的建地後左手邊立刻會發現有自然壕（ガマ），不過這並不是避難壕的遺跡。生存者的證詞中有提到「附近的掃蕩戰平靜下來之後（8月左右）到了第三外科壕後，發現附近的自然壕變成了美國士兵的垃圾場，吃剩的食物和未開封的罐頭、糖果等等被丟棄在那，是最好的糧食調度場所」，這就是指此處所提到的自然壕。

## 關連項目
- 姬百合學徒隊
- 沖繩戰跡國定公園

## 外部連結
- 姬百合平和祈念資料館（页面存档备份，存于）
- 長編紀錄片「姬百合」 （页面存档备份，存于）

1. ↑  . （原始内容存档于2020-08-29）.